# Georg Stamatelopoulos
Georg Nikolaus Stamatelopoulos (griechisch Γεώργιος «Γιώργος» Νικόλαος Σταματελόπουλος, * 15. Januar 1970 in Athen) ist ein griechisch-deutscher Ingenieur und Manager. Er ist seit dem 8. März 2024 Vorstandsvorsitzender der EnBW Energie Baden-Württemberg.

## Werdegang
Stamatelopoulos ist der Sohn eines Offiziers und einer Ärztin. Er besuchte die Deutsche Schule Athen. Ab 1987 studierte er Maschinenbau (Fachrichtung Energie- und Verfahrenstechnik) an der Technischen Universität Athen und schloss das Studium 1992 als Diplom-Ingenieur ab. Anschließend wechselte er an die Technische Universität Braunschweig und wurde dort 1996 an der Fakultät für Maschinenbau zum Dr.-Ing. promoviert.
Seine berufliche Karriere begann Stamatelopoulos 1998 als Leiter „Project Engineering“ bei der AE&E Group GmbH in Wien. 2000 wechselte er zu Alstom nach Stuttgart, wo er bis 2010 Leiter des Bereichs „Engineering“ war.
Im Jahr 2010 wechselte Stamatelopoulos zur EnBW und wurde dort Leiter der Neubauprojekte Erzeugung. Ab 2014 verantwortete er als Geschäftseinheitsleiter den Betrieb der erneuerbaren und konventionellen Erzeugung. 2020 übernahm er zusätzlich die Leitung der Geschäftseinheit dezentrale Energiedienstleistungen. Am 1. Juni 2021 wurde er als Chief Operating Officer für den Bereich „Nachhaltige Erzeugungsinfrastruktur“ in den EnBW-Vorstand berufen.
Am 8. März 2024 übernahm Stamatelopoulos als Nachfolger von Andreas Schell das Amt des Vorsitzenden des Vorstands bei der EnBW Energie Baden-Württemberg AG. Zudem ist er Vorsitzender von VGB PowerTech, einem internationalen Interessenverband von Unternehmen aus der Elektrizitäts- und Wärmeversorgungsbranche.
Stamatelopoulos ist verheiratet und hat drei Kinder.